# Карло Тренхард
Карло Тренхард (Бад Лаухштету, 5. јул 1957.) некадашњи је немачки атлетичар који је у скоку у вис поставио светски рекорд у дворани у три наврата између 1984. и 1988. године. Његов најбољи резултат од 2,42 метра га сврстава на друго место на листи свих времена у дворани, за један центиметар иза светског рекордера Хавијера Сотомајора са Кубе. Једини виши скокови на отвореном су Сотомајоров светски рекорд од 2,45 м и скок од Мутаз Еса Баршима од 2,43 м. Као и сви модерни скакачи у вис, Тренхард је користио Фосбури Флоп стил, али од 16 атлетичара у историји који су прескочили 2,40 м или више, био је тек други који је то учинио одразивши се са десне ноге. Први је био Игор Паклин. На Европским првенствима у дворани Тренхард је освојио једну златну медаљу 1983. и четири сребрне медаље (1981, 1984, 1986, 1987). На отвореном је освојио бронзану медаљу на Европском првенству 1986. Такође је стигао до олимпијских финала 1984. и 1988. године.
Он држи светски рекорд у старосној групи Мастерс 55 (такмичари старији од 55 година). Овај светски рекорд поставио је 24. августа 2013. у Еберштату са 1,90 м. Ово је било побољшање у односу на његов бивши светски рекорд од 1,88 м који такође постављен 2013.

## Каријера
Свој лични рекорд на отвореном са 2,37 м поставио је 2. септембра 1984. у Риетију. Овај резултат је уједно и немачки рекорд на отвореном.
Тренхард је био посебно познат по својим добрим резултатима на такмичењима у дворани. Поставио је укупно три светска рекорда у дворани. Његов први рекордни скок забележен је 24. фебруара 1984. године у атлетској дворани Шенебергер када је прескочио 2,37 м. 16. јануара 1987. године у Симерату у Немачкој постао је први човек који је прескочио 2,40 м у затвореном простору. Овај скок је надмашио рекорд његовог земљака Дитмара Могенбурга од 2,39 м постављеног у Келну 1985.
Дана 26. фебруара 1988. Тренхард је поставио свој последњи светски рекорд у дворани од 2,42 м у атлетској дворани Шенебергер. Тренхардов скок је остао светски рекорд до марта 1989. када  је Хавијер Сотомајор  прескочио 2,43 м у дворани. 

## Међународна такмичења
| Представљајући Западну Немачку | Представљајући Западну Немачку | Представљајући Западну Немачку | Представљајући Западну Немачку | Представљајући Западну Немачку |
| Година                         | Такмичење                      | Место                          | Пласман                        | Резултат                       |
| ------------------------------ | ------------------------------ | ------------------------------ | ------------------------------ | ------------------------------ |
| 1977                           | Европско првенство у дворани   | Сан Себастијан, Шпанија        | 9.                             | 2.19 м                         |
| 1977                           | Континентални куп              | Диселдорф, Западна Немачка     | 4.                             | 2.21 м                         |
| 1978                           | Европско првенство у дворани   | Милано, Италија                | 9.                             | 2.18 м                         |
| 1978                           | Европско првенство             | Праг, Чехословачка             | 5.                             | 2.21 м                         |
| 1980                           | Европско првенство у дворани   | Зинделфинген, Западна Немачка  | 4.                             | 2.26 м                         |
| 1981                           | Европско првенство у дворани   | Гренобл, Француска             | 2.                             | 2.25 м                         |
| 1982                           | Европско првенство у дворани   | Милано, Италија                | 6.                             | 2.22 м                         |
| 1983                           | Европско првенство у дворани   | Будимпешта, Мађарска           | 1.                             | 2.32 м                         |
| 1983                           | Светско првенство              | Хелсинки, Финска               | 7.                             | 2.26 м                         |
| 1984                           | Европско првенство у дворани   | Гетеборг, Шведска              | 2.                             | 2.30 м                         |
| 1984                           | Олимпијске игре                | Лос Анђелес, САД               | 10.                            | 2.15 м                         |
| 1986                           | Европско првенство у дворани   | Мадрид, Шпанија                | 2.                             | 2.31 м                         |
| 1986                           | Европско првенство             | Штутгарт, Западна Немачка      | 3.                             | 2.31 м                         |
| 1987                           | Европско првенство у дворани   | Лијевен, Француска             | 2.                             | 2.36 м                         |
| 1987                           | Светско првенство у дворани    | Индијанаполис, САД             | Без пласмана                   | Без резултата                  |
| 1987                           | Светско првенство              | Рим, Италија                   | 8.                             | 2.29 м                         |
| 1988                           | Европско првенство у дворани   | Будимпешта, Мађарска           | 8.                             | 2.24 м                         |
| 1988                           | Олимпијске игре                | Сеул, Јужна Кореја             | 7.                             | 2.31 м                         |
| 1989                           | Светско првенство у дворани    | Будимпешта, Мађарска           | 5.                             | 2.31 м                         |
| 1990                           | Европско првенство             | Сплит, Југославија             | 20.                            | 2.20 м                         |